# Procampylaspis thalassae
Procampylaspis thalassae är en kräftdjursart som beskrevs av Mihai Bacescu och Maradian 1972. Procampylaspis thalassae ingår i släktet Procampylaspis och familjen Nannastacidae. Inga underarter finns listade i Catalogue of Life.